# Mangaåret 2006

## Manga på svenska
Följande är en lista på mangaserier som kom ut på svenska med en eller flera delar under år 2006.
| .Hack                       | 1-3 (komplett)   |
| Basara                      | 1-2              |
| Chobits                     | 4-8 (komplett)   |
| Chrono Crusade              | 1                |
| The Devil Ororon            | 2-4 (komplett)   |
| DNAngel                     | 11 (övergiven)   |
| Dragon Ball Z               | 10 (övergiven)   |
| Emma                        | 1-5              |
| Fushigi Yugi                | 4-15             |
| Gravitation                 | 2-7              |
| Hellsing                    | 1-3              |
| Inu Yasha                   | 4-15             |
| Kamikaze Kaito Jeanne       | 6-7 (komplett)   |
| Kare first love             | 1-5              |
| Keroro - grodan från rymden | 1-5              |
| Love Hina                   | 8-14 (komplett)  |
| Magic Knight Rayearth       | 1-5              |
| Mästerdetektiven Conan      | 16-27            |
| Naruto                      | 1-3              |
| Neon Genesis Evangelion     | 6-9              |
| One Piece                   | 31-35            |
| Princess Ai                 | 1-3 (komplett)   |
| Power!!                     | 2-10 (komplett)  |
| Ranma 1/2                   | 27-38 (komplett) |
| Samurai Deeper Kyo          | 5-16             |
| Sugar Sugar Rune            | 1-2              |
| Vampire Game                | 3-8              |
| ×××HOLiC                    | 1-3              |
| Yu-Gi-Oh!                   | 8-12             |

- Manga Mania 1-10/2006
- Shonen Jump 1-12/2006
- Digimon 1-?/2006
- Pokemon 1-?/2006
- Beyblade 1-?/2006
- "Karameller är röda" av Kiriko Nananan (kort serie i Galago nr 88)

Pocketen "Smygtitt Manga 2006-2007", gratis reklampocket med utdrag ur serier som publiceras/publicerats av Bonnier Carlsen, samt inslag av pyssel och kuriosa.

## Manhwa på svenska
Följande är en lista på manhwaserier som kom ut på svenska med en eller flera delar under år 2006.
| Chronicles of the Cursed Sword | 1-2            |
| Demon Diary                    | 3-7 (komplett) |
| Kill Me, Kiss Me               | 4-5 (komplett) |
| One                            | 1-4            |
| Ragnarök                       | 4-9            |
| Rebirth                        | 4-8            |
| Snow Drop                      | 4-9            |

## Pseudomanga på svenska
Följande är en lista på pseudomanga som kom ut på svenska med en eller flera delar under år 2006. 
| W.i.t.c.h. Sagan | 10-12 |

- W.i.t.c.h. 1-18/2006
- Gratispocketen "Mangatalangen - Vinnarna 2006" med vinnarna i den svenska tävlingen "Mangatalangen" utgiven av Bonnier Carlsen.